# Pata malm
Pata malm är en småort i Ålems socken i Mönsterås kommun i Kalmar län.